# Hemma hos Jamie
Hemma hos Jamie (Jamie at Home) är en brittisk matlagningsserie från 2007 med kocken Jamie Oliver. 
Han tillagar rätter av organiska råvaror från sin egen trädgård i Essex. Trädgårdsmästaren Brian brukar också medverka. Alla recept finns i receptboken med samma namn.
Signaturmelodin är My World av Tim Kay.